# Luigi Mele
Luigi Mele (Calvi Risorta, 11 september 1937 – aldaar, 14 april 2023) was een Italiaans wielrenner.

## Carrière
In 1961 nam Mele voor het eerst deel aan de Ronde van Italië, maar in de zevende rit gaf hij op. Een jaar later won hij een etappe in de Ronde van Zwitserland en maakte hij zijn debuut in de Ronde van Frankrijk. Zijn Tourdebuut duurde niet lang: in de eerste etappe gaf hij op. In de Giro van 1964 werd hij, achter Willi Altig, tweede in de slotrit.
In 2023 overleed hij op 85-jarige leeftijd in zijn geboorteplaats.

## Overwinningen
1962
6e etappe Ronde van Zwitserland

## Resultaten in voornaamste wedstrijden
| Jaar | Ronde van Italië | Ronde van Frankrijk | Ronde van Spanje |
| ---- | ---------------- | ------------------- | ---------------- |
| 1961 | opgave           |                     |                  |
| 1962 |                  | opgave              |                  |
| 1963 | 83e              |                     |                  |
| 1964 | 83e              |                     |                  |

| Jaar | Milaan-San Remo | Ronde van Lombardije |
| ---- | --------------- | -------------------- |
| 1961 |                 | opgave               |
| 1962 |                 |                      |
| 1963 | 71e             |                      |
| 1964 |                 |                      |